# Weiltingen
Weiltingen là một đô thị ở huyện Ansbach bang Bayern nước Đức. Đô thị Weiltingen có diện tích 24,02 km², dân số thời điểm ngày 31 tháng 12 năm 2006 là 1374 người.